# Oligodon wagneri
Oligodon wagneri là một loài rắn trong họ Rắn nước. Loài này được David & Vogel mô tả khoa học đầu tiên năm 2012.